# جیمز ششم و یکم
جیمزِ ششُم و یکُم (جیمز چارلز استوارت؛ ۱۹ ژوئن ۱۵۶۶ – ۲۷ مارس ۱۶۲۵)، با عنوان جیمز ششم از ۲۴ ژوئیه ۱۵۶۷ پادشاه اسکاتلند و با عنوان جیمز یکم از ۲۴ مارس ۱۶۰۳ پادشاه انگلستان و ایرلند به عنوان جزئی از پادشاهی متحد انگلستان و اسکاتلند تا زمان مرگش در ۱۶۲۵ بود. او اولین پادشاه انگلستان از خاندان استوارت‌ها بود. پادشاهی‌های اسکاتلند و انگلستان اگرچه دارای حکومت‌های مستقل با پارلمان، دادگستری و قوانین خود بودند اما هردو تحت فرمانروایی جیمز در یک اتحاد شخصی قرار داشتند.
جیمز فرزند ماری یکم، ملکه اسکاتلند و نواده دختری هنری هفتم پادشاه انگلستان و لرد ایرلند بود و این شرایط او را در نهایت در موقعیتی قرارداد که به هر سه پادشاهی دست پیدا کرد. جیمز در سیزده ماهگی پس از اینکه مادرش مجبور به کناره‌گیری به نفع او شد به پادشاهی اسکاتلند رسید. چهار نایب السلطنه اداره امور را برای رسیدن او به سن قانونی در سال ۱۵۷۸ بر عهده داشتند اگرچه او اداره کامل امور را تا سال ۱۵۸۳ به عهده نگرفت. در سال ۱۶۰۳ او از سوی پارلمان انگلستان وارث الیزابت یکم آخرین پادشاه از خاندان تودور در پادشاهی انگلستان و ایرلند شد که وارثی نداشت. او فرمانروایی خود را در هر سه پادشاهی برای ۲۲ سال تا زمان مرگش در سال ۱۶۲۵ و ۵۸ سالگی ادامه داد و این دوران پس از او به دوره جاکوبین معروف شد. بعد از اتحاد پادشاهی‌ها در سال ۱۶۰۳ او در انگلستان به عنوان بزرگ‌ترین قلمرو مستقر شد و فقط یکبار در سال ۱۶۱۷ به اسکاتلند برگشت و خود را پادشاه بریتانیای کبیر و ایرلند نامید. او مدافع اصلی پارلمان واحد برای انگلستان و اسکاتلند بود. در دوره او استعمار اولستر و استعمار بریتانیایی آمریکا آغاز شد.
پادشاهی جیمز در اسکاتلند با ۵۷ سال و ۲۴۶ روز از تمام پیشینیانش طولانی‌تر بود. او به اکثر اهدافش در اسکاتلند رسید اما در انگلستان با مشکلات بزرگی از جمله توطئه باروت در سال ۱۶۰۵ و مشکلات متعدد با پارلمان انگستان مواجه شد. در دوره سلطنت جیمز دوره طلایی ادبیات و درام الیزابت ادامه پیدا کرد و نویسندگانی همچون ویلیام شکسپیر، جان دان، بن جانسن و سر فرانسیس بیکن به شکوفایی یک فرهنگ ادبی پر رونق کمک کردند. جیمز خود نیز ادیب برجسته‌ای بود و کتاب‌های متعددی مانند قانون حقیقی پادشاهی‌های آزاد (۱۵۹۸) را تألیف کرد. او حامی ترجمه انجیل به زبان انگلیسی بود که بعدها به نام او شهرت یافت. سر آنتونی ولدون ادعا کرد که او به لقب «عاقلترین احمق مسیحیت» نامیده شده، لقبی که تا امروز با شخصیت او مانده‌است. از نیمه دوم قرن بیستم تاریخدانان در مورد شهرت جیمز بازنگری کرده و از او به عنوان یک پادشاه فکور و جدی یاد کردند. او عمیقاً به سیاست صلح متعهد بود و تلاش کرد از درگیر شدن در جنگ‌های مذهبی خودداری کند، خصوصاً در دوره جنگ‌های سی ساله (۱۶۱۸–۱۶۴۸) که قسمت‌های وسیعی از اروپای مرکزی را به نابودی کشید. او همچنین تلاش کرد که از قدرتمند شدن عناصر باز جنگ طلب در پارلمان انگلستان که خواهان جنگ با اسپانیا بودند جلوگیری کند اما موفق نشد.

## روابط شخصی
جیمز در طول زندگی روابط نزدیکی با درباریان مرد داشت. درستی این روابط در میان تاریخ‌نگاران مورد بحث است. در اسکاتلند ان موری به‌عنوان معشوقهٔ پادشاه شناخته می‌شد. پس از بر تخت نشستن جیمز در انگلستان، طرز برخورد مسالمت‌آمیز و متوسل به عقل او با رفتار ستیزه‌جویانه، عشوه‌گرانه و شوخ‌آمیز الیزابت به‌طور قابل ملاحظه‌ای در تضاد بود. این رفتار در لطیفهٔ معاصر Rex fuit Elizabeth, nunc est regina Iacobus (الیزابت پادشاه بود، حالا جیمز ملکه است) قابل مشاهده است.
برخی از زندگی‌نامه‌نویسان جیمز به این نتیجه رسیدند که اسمه استوارت، دوک لنوکس؛ رابرت کار، ارل سامرست؛ و جرج ویلیرز، دوک باکینگهام، معشوقه‌های او بودند. جان اوگلندر بیان داشت که هیچ شوهر عاشقی مانند جیمز ندیده که نسبت به همسرش به این اندازه (به‌ویژه با دوک باکینگهام) عشق‌بازی کند. ادوارد پیتون به یاد می‌آورد که پادشاه دوک باکینگهام را به‌عنوان معشوقه می‌بوسد. پس از بازسازی کاخ آپتورپ در نورث‌همپتون‌شر که در سال‌های ۲۰۰۴–۲۰۰۸ انجام شد، گذرگاه پیش‌تر ناشناخته‌ای پیدا شد که اتاق خواب جیمز و دوک باکینگهام را به هم متصل می‌کرد.
برخی از زندگی‌نامه‌نویسان جیمز استدلال می‌کنند که روابط ذکرشده جنسی نبوده‌اند.